# Зарубина
Зару́бина (рос. Зарубина) — присілок у складі Талицького міського округу Свердловської області.
Населення — 191 особа (2010, 307 у 2002).
Національний склад станом на 2002 рік: росіяни — 99 %.